# Bandar Durian
Bandar Durian is een bestuurslaag in het regentschap Labuhan Batu Utara van de provincie Noord-Sumatra, Indonesië. Bandar Durian telt 5701 inwoners (volkstelling 2010).